# Ernst-Ulrich Pfingsten
Ernst-Ulrich Pfingsten, auch nur Ernst Pfingsten (* 30. September 1912 in Hagen; † 23. Februar 2000 in Hannover), war ein deutscher Landwirt und Politiker. Er war Staatssekretär im Niedersächsischen Ministerium für Ernährung, Landwirtschaft und Forsten (1976–1979).

## Leben
Als Sohn eines Landwirts geboren, besuchte er die Volksschule und das Reformgymnasium in Hagen, bevor er ab 1932 im väterlichen Betrieb arbeitete. Ab 1934 studierte er Landwirtschaft an der TH München, wo er im selben Jahr Mitglied der Burschenschaft Cimbria München wurde. März 1934 schloss er sich der SS an, am 7. Oktober 1937 beantragte er die Aufnahme in die NSDAP und wurde rückwirckend zum 1. Mai desselben Jahres aufgenommen (Mitgliedsnummer 4.915.867). 1937 legte er seine Diplomprüfung in Bonn ab, wurde Doktorand und 1938 agrarwissenschaftlicher Assistent an der Universität Bonn. Während des Zweiten Weltkrieges diente er von 1939 bis 1945, zuletzt als Oberleutnant der Artillerie; er verlor 1941 an der Ostfront bei Stalino (heutiges Donezk) durch eine Handgranatsplitter-Verwundung seine linke Hand. Im selben Jahr wurde er zum Dr. agr. promoviert.
Ab 1947 war er beim Landesernährungsamt Hannover tätig, dann beim Niedersächsischen Ministerium für Ernährung, Landwirtschaft und Forsten. 1964 wurde er zum Regierungsdirektor befördert, 1966 Ministerialrat und 1969 Leitender Ministerialrat. 1976 wurde er Staatssekretär im Niedersächsischen Ministerium für Ernährung, Landwirtschaft und Forsten.

## Veröffentlichungen
- Die Wirkung von Braunkohlen und daraus hergestellter Humusstoffe auf die physikalischen Eigenschaften leichter Böden. Würzburg 1939. Dissertation Universität Bonn.